# 큰기니피그
큰기니피그(Cavia magna)는 천축서과에 속하는 설치류의 일종이다. 브라질과 우루과이의 긴 해안에서 발견되며, 습윤 초원과 습지에서 서식한다.

## 특징
큰기니피그는 대형 설치류의 일종으로 수컷의 전체 몸길이는 310mm, 몸무게는 636g이고, 암컷은 전체 몸길이가 303mm, 몸무게는 537g이다. 등쪽 털은 진한 아구티 갈색이고, 하체는 불그스레한 갈색이다. 반수생 동물이고 발가락 사이에 막을 갖고 있다. 핵형은 2n=64, FN=128이다.

## 분포 및 서식지
우루과이 동부와 브라질 남동부 지역의 긴 육상 해안의 토착종이다. 습윤 초원과 습지, 산림 가장자리와 일부 계곡이 전형적인 서식지이다.

## 습성
큰기니피그는 초식성동물이다. 독거 생활을 하며, 복잡한 거미줄 같은 연결망으로 이루어진 굴과 통로를 통해 식물들 사이로 움직인다. 영역 범위는 다양하며, 크기와 암수, 지역에서의 수위 등과 연관이 있는 것으로 추정된다. 암컷은 연중 번식이 가능하지만, 봄과 초여름에 가장 많이 임신을 한다. 일년에 새끼를 세 번 가질 수 있다. 임신 기간은 약 64일이고, 매우 작은 수의 새끼(한 마리 또는 두 마리)를 낳는다. 새끼가 상당히 큰 상태로 태어나서 빨리 자라고, 봄에 태어난 일부 암컷은 30일에서 45일이 지나면 번식이 가능하다.